# Willi Koslowski
Willi Koslowski (Gelsenkirchen, Alemania nazi; 17 de febrero de 1937 - 11 de julio de 2024) fue un futbolista y entrenador de fútbol alemán que jugó en la posición de delantero.

## Carrera

### Club
| Periodo   | Club                    |
| --------- | ----------------------- |
| 1955–1965 | FC Schalke 04           |
| 1965–1967 | Rot-Weiss Essen         |
| 1967–1971 | Eintracht Gelsenkirchen |
| 1971–1973 | Eintracht Duisburg      |
| 1973–1974 | Concordia Bochum        |

### Selección nacional
Jugó para Alemania Federal en tres ocasiones y anotó un gol en la victoria por 3-0 ante Uruguay en un partido amistoso en abril de 1962. Estuvo en la Copa Mundial de Fútbol de 1962 donde jugó en la victoria por 2-1 ante Suiza en el Estadio Nacional de Chile el 3 de junio de 1962.

### Entrenador
Dirigió al FC Schalke 04 II de 1981 a 1984.

## Logros

### Club
- Campeonato Alemán de fútbol (1): 1958

### Individual
- Goleador de la Copa de Alemania en 1965.